# Hiéroglyphe égyptien O8
La colonne en bois et pain dans château, en hiéroglyphes égyptiens, est classifiée dans la section O « Bâtiments, parties de bâtiments etc. » de la liste de Gardiner ; cet hiéroglyphe y est noté O8.

## Représentation
Il représente la combinaison entre le plan d'un château ou d'un bâtiment important (hiéroglyphe O6) encadrant un morceau de pain (hiéroglyphe X1) : (hiéroglyphe O7) et d'une petite colonne (hiéroglyphe O29). Il est translittéré ḥwt-ˁȝt.

## Utilisation
| O8 | t · pr |

| O8 | t · pr |

| O7 |

| O7 |

| O7 |

| O7 |

| O29 · a | A | Y1V |

| O29 · a | A | Y1V |

aîné ».
Il ne doit pas être confondu avec les hiéroglyphes :
| O6 |

| O6 |

| O7 |

| O7 |

| O9 |

| O9 |

| O10 |

| O10 |